# Abdoul Moumouni
Abdoul Moumouni Amadou Darankoum (7 agosto 2002) è un calciatore nigerino, centrocampista dell'Al-Mesaimeer e della nazionale nigerina.

## Carriera

### Club
Inizia la sua carriera da calciatore tra le file dell'US GN, con cui nel 2021 vince sia il campionato nazionale che la coppa del Niger, segnando tra l'altro anche una rete in 4 presenze nella Coppa della Confederazione CAF 2020-2021.
Il 16 settembre 2021, lo Sheriff Tiraspol, club della prima divisione moldava, lo preleva a titolo definitivo dalla formazione nigerina.

### Nazionale
Il 22 settembre 2019 ha esordito con la nazionale nigerina giocando l'incontro vinto 2-0 contro la Costa d'Avorio, valido per le qualificazioni al campionato delle nazioni africane 2020.

## Statistiche

### Presenze e reti nei club
Statistiche aggiornate al 22 aprile 2023.
| Stagione        | Squadra          | Campionato      | Campionato | Campionato | Coppe nazionali | Coppe nazionali | Coppe nazionali | Coppe continentali | Coppe continentali | Coppe continentali | Altre coppe | Altre coppe | Altre coppe | Totale | Totale |
| Stagione        | Squadra          | Comp            | Pres       | Reti       | Comp            | Pres            | Reti            | Comp               | Pres               | Reti               | Comp        | Pres        | Reti        | Pres   | Reti   |
| --------------- | ---------------- | --------------- | ---------- | ---------- | --------------- | --------------- | --------------- | ------------------ | ------------------ | ------------------ | ----------- | ----------- | ----------- | ------ | ------ |
| 2021-2022       | Sheriff Tiraspol | DN              | 4          | 0          | CM              | 1               | 0               | UCL                | 0                  | 0                  |             | -           | -           | 5      | 0      |
| 2022-2023       | Sheriff Tiraspol | SL              | 9          | 0          | CM              | 4               | 0               | UECL               | 3                  | 0                  | -           | -           | -           | 16     | 0      |
| Totale carriera | Totale carriera  | Totale carriera | 13         | 0          |                 | 5               | 0               |                    | 3                  | 0                  |             | -           | -           | 21     | 0      |

### Cronologia presenze e reti in nazionale
| Cronologia completa delle presenze e delle reti in nazionale ― Niger | Cronologia completa delle presenze e delle reti in nazionale ― Niger | Cronologia completa delle presenze e delle reti in nazionale ― Niger | Cronologia completa delle presenze e delle reti in nazionale ― Niger | Cronologia completa delle presenze e delle reti in nazionale ― Niger | Cronologia completa delle presenze e delle reti in nazionale ― Niger | Cronologia completa delle presenze e delle reti in nazionale ― Niger | Cronologia completa delle presenze e delle reti in nazionale ― Niger |
| Data                                                                 | Città                                                                | In casa                                                              | Risultato                                                            | Ospiti                                                               | Competizione                                                         | Reti                                                                 | Note                                                                 |
| -------------------------------------------------------------------- | -------------------------------------------------------------------- | -------------------------------------------------------------------- | -------------------------------------------------------------------- | -------------------------------------------------------------------- | -------------------------------------------------------------------- | -------------------------------------------------------------------- | -------------------------------------------------------------------- |
| 22-9-2019                                                            | Niamey                                                               | Niger                                                                | 2 – 0                                                                | Costa d'Avorio                                                       | Qual. Campionato delle Nazioni Africane 2020                         | -                                                                    |                                                                      |
| 17-1-2021                                                            | Douala                                                               | Libia                                                                | 0 – 0                                                                | Niger                                                                | Campionato delle Nazioni Africane 2020 - 1º turno                    | -                                                                    |                                                                      |
| 21-1-2021                                                            | Douala                                                               | Rep. del Congo                                                       | 1 – 1                                                                | Niger                                                                | Campionato delle Nazioni Africane 2020 - 1º turno                    | -                                                                    |                                                                      |
| 25-1-2021                                                            | Yaoundé                                                              | Niger                                                                | 1 – 2                                                                | RD del Congo                                                         | Campionato delle Nazioni Africane 2020 - 1º turno                    | -                                                                    |                                                                      |
| 26-3-2021                                                            | Niamey                                                               | Niger                                                                | 0 – 3                                                                | Costa d'Avorio                                                       | Qual. Coppa d'Africa 2021                                            | -                                                                    | 85’                                                                  |
| 11-6-2021                                                            | Manavgat                                                             | Guinea                                                               | 2 – 1                                                                | Niger                                                                | Amichevole                                                           | -                                                                    |                                                                      |
| 12-10-2021                                                           | Niamey                                                               | Niger                                                                | 0 – 4                                                                | Algeria                                                              | Qual. Mondiali 2022                                                  | -                                                                    | 69’                                                                  |
| 12-11-2021                                                           | Marrakech                                                            | Burkina Faso                                                         | 1 – 1                                                                | Niger                                                                | Qual. Mondiali 2022                                                  | -                                                                    | 40’                                                                  |
| 15-11-2021                                                           | Niamey                                                               | Niger                                                                | 7 – 2                                                                | Gibuti                                                               | Qual. Mondiali 2022                                                  | -                                                                    |                                                                      |
| 23-3-2023                                                            | Algeri                                                               | Algeria                                                              | 2 – 1                                                                | Niger                                                                | Qual. Coppa d'Africa 2023                                            | -                                                                    | 78’                                                                  |
| 7-9-2023                                                             | Marrakech                                                            | Niger                                                                | 0 – 2                                                                | Uganda                                                               | Qual. Coppa d'Africa 2023                                            | -                                                                    | 71’                                                                  |
| 14-10-2023                                                           | Berrechid                                                            | Niger                                                                | 3 – 0                                                                | Somalia                                                              | Amichevole                                                           | -                                                                    |                                                                      |
| 18-11-2023                                                           | Marrakech                                                            | Niger                                                                | 0 – 1                                                                | Tanzania                                                             | Qual. Mondiali 2026                                                  | -                                                                    |                                                                      |
| 21-11-2023                                                           | Marrakech                                                            | Niger                                                                | 2 – 1                                                                | Zambia                                                               | Qual. Mondiali 2026                                                  | -                                                                    | 37’ 66’                                                              |
| Totale                                                               |                                                                      | Presenze                                                             | 14                                                                   |                                                                      | Reti                                                                 | 0                                                                    |                                                                      |

## Palmarès

### Club

#### Competizioni nazionali
- Championnat D1: 1

US GN: 2020-2021
- Coppa del Niger:1

US GN: 2020-2021
- Campionato moldavo: 2

Sheriff Tiraspol: 2021-2022, 2022-2023
- Coppa di Moldavia: 2

Sheriff Tiraspol: 2021-2022, 2022-2023